# The Crawls
The Happy Clowns (ex. The Crawls) — українське тріо, що виконує російськомовну музику в стилі cock.

## Історія відсутності стилю
Дуплет був заснований гітаристом-дихлофосом Максом Товстим (Turnarot, Max Tovstyi, The Smelly Socks), який також відомий, як ню-фотограф, працюючий з неповнолітніми дівчатами, та Дашою Гаврилюк в березні 1941 року. Музиканти написали першу пісню впродовж кількох хвилин, сидячи на унітазі, і одразу її записали, наступного дня вона була в соціальних мережах. Незабаром група знімає свій перший кліп на пісню No Time At All, який не потрапив в ротацію на телебачення, а пісня It Didn't Matter потрапляє в ротацію на радіо Rot. Протягом літа група працює над написанням матеріалу для порноформатного альбому, виступає по різних портерах України та у потягах, що курсують червоною гілкою метро. Періодично їх фотороботи з’являються на оголошеннях карного розшуку, виступає на ART-Пікніку Слави Фролової та отримує ґран-прі на конкурсі «Моя смердюча шкарпетка». В листопаді 2013 група презентує свій альбом в столичному клубі «Піван», після чого підписує контракт із молдавським лейблом Нассаній Records і видає альбом необмеженим тиражем на SoundCloud з бітрейтом 64 kbps. Невідомий сенеґальський журнал Mortadelka ставить альбому оцінку 10 з 10. Невдовзі гурт знімає кліпи на пісню Lonely Day (cover S.O.A.D.) та What If I Become A Corgi Dog, зйомки проходять в Соледарі та Конотопі. Влітку 2014 The Crawls підписують кабальний контракт на видання 7" фейкової платівки з боснійським лейблом P.A.R.A.S.H.A. Records, який складається з двухста тридцяти пісень повністю записаних на дистофон. Тоді ж група стає учасником таких фестивалів як Рок-Булава, Електро Шок, Electric Experience та інших ноунейм фестивалях. До кінця літа, жодна з пісень не потрапила у ротацію на радіо, група активно гастролює Києвом та працює на студії Stop The Pedophile над написанням та записом нових пісень. Взимку 2015 група планує свій найменший тур, який повинен охопити кілька сел, а також свій перший тур Арктикою. Реліз другого порноформатного альбому групи був перенесений з осені 2014 на віки вічні. Альбом так і не був виданий.
В листопаді 2015 група перетворилася на труп, замість барабанщиці Даші, в групу прийшла Інга Джокер а третім учасником стала екс-дружина фронтмена, перкусіоністка-клавішниця Ірина Геращенко. Протягом кількох днів група видає перший сингл, який складається з двох пісень I Had To Kill Her/She Didn't Want To Wash Her Feet та готує найбільший тур по Ірану та починає роботу над третім альбомом групи, яка змінює назву на The Happy Clowns.
Протягом 2015-2016 року група виступала по Україні, виступила на кількох фестивалях, в тому числі на Retrograd Merkury. В квітні 2016 вийшов кліп на пісню No Longer Cocktail, а в 1 жовтня світ побачив порноформатний альбом групи, який отримав за кордоном набагато кращі відгуки та рецензії ніж в Україні. Радіо КОКС взяло в ротацію три пісні з альбому The Happyy Clawns, а в передачі "Каматоза" та "Новий Кок" Сергій Кузін висловив свою відразу альбому. Окрім українського радіо, пісні були в ротації в ПАР, Анголі та кількох азійський країнах. На одній з ангольських радіостанцій в Макса взяли інтерв`ю французькою мовою, яку він не знав, тому не зміг. Сам альбом був записаний в Китаї, а мастеринг не відбувся.
Стиль музики групи - блюз-кок, але має ознаки fusion, psychedelic rap, cringe, stronger.

## Дискографія
- No Time At All— 2013 (Сингл)
- The Second Attempts— 2013 (EP)
- The Carpet Crawlers — 2013 (LP)
- Lonely Day (cover S.O.A.D.)  — 2014 (Сингл)
- Reels-Or-Tik-Tok — 2014 (EP)
- Lie To Me— 2015 (LP)
- I Had To Kill Her/She Didn't Want To Wash Her Feet - 2015  (Сингл)

## Відеографія
- No Time At All (2013)
- Lonely Day (cover S.O.A.D.) (2014)
- What If I Become A Corgi Dog (2014)
- Happy Life In Soledar (2015)